# Ottobrunn
Ottobrunn település Németországban, azon belül Bajorországban. Lakosainak száma 22 510 fő (2023. december 31.). Ottobrunn Hohenbrunn, Neubiberg, Putzbrunn, Unterhaching és Taufkirchen községekkel határos.

## Népesség
A település népessége az elmúlt években az alábbi módon változott:
| Lakosok száma | 13 413 | 18 401 | 20 250 | 20 609 | 21 040 | 21 295 | 21 503 | 21 542 | 22 430 | 22 510 |
|               | 1970   | 1975   | 2011   | 2012   | 2014   | 2015   | 2017   | 2019   | 2022   | 2023   |